# Erciş
Erciş és un districte i un poble de la província de Van a Turquia. La població és de 171.000 habitants segons cens de 2022. La superfície del districte és de 1.808 km² i inclou 143 localitats amb 3 municipalitats, 85 pobles i 39 entitats diverses; la població total del districtes és de 145.229 habitants. En el passat, fou una ciutat de l'antiga Armènia, prop de la costa nord-est del llac Van, i a la riba del llac Ardjish cap del districte d'Arjishakoit a Baspracània.

## Història
Existia ja en temps del regne d'Urartu i fou documentada per grecs i romans. Va pertànyer a Armènia i en el segle vii fou ocupada pels àrabs durant el califat d'Uthman, però abandonada. El 772 va passar junt amb Akhlat (Khelat) a mans dels qaysites de Manazkert. El 849 el nou califa al-Mutawàkkil va enviar un exèrcit a Armènia sota el comandament del recentment nomenat ostikan Abu Said Muhammad ben Marwazi; aquest va exigir un fort tribut als nakharark armenis, que feia un temps que de fet no pagaven; l'emir qaysita de Manazkert, Ala al-Djahapi, que darrerament estava sotmès al califa, fou encarregat de fer operacions militars a Baspracània. Ala al-Djahapi va saquejar els districtes d'Albag i sud-est del llac Van i després va entrar a Baspracània i es va instal·lar a Artxeix, però fou sorprès pel príncep Asoci Arzeruni que el derrota completament però lo que va fugir i es va refugiar a Berkri (850).
L'emir rawwàdida de l'Azerbaidjan, Mamlan, fou derrotat pels prínceps armenis i georgians col·ligats sota la direcció del curopalata bagràtida David de Taoklardjètia al llogaret de Dzumb, prop d'Artxeix, el 18 d'octubre del 998; Mamlan va fugir després de la derrota.
Artxeix fou conquerida pel segon catepà romà d'Orient de Baspracània, Nicèfor Comnè, entre el 1023 i el 1026.
El 1055 va caure en poder de Toghril Beg I, sultà seljúcida i formà part després de l'estat del Shah-Armin d'Akhlat i seguidament dels seus successors aiúbides. Al segle xiii fou saquejada primer pels georgians i després pels mongols.
A començaments del segle xiv fou fortificada (abans no ho estava) per ordre d'Ali Khan visir dels il-kan. Fou possessió dels Kara Koyunlu. Saquejada per Tamerlà fou després possessió otomana i capital d'un districte fins al segle xvii en què la ciutat de Van va ocupar el seu lloc.
Fou abandonada a la meitat del segle xix per la pujada de les aigües del llac que la van cobrir quasi del tot. Una ciutat moderna ha sorgit una mica més al nord; aquesta ciutat nova, fundada el 1841, va portar inicialment el nom d'Aladağ. Fou ocupada pels russos el 1914 però recuperada pels otomans l'1 d'abril de 1918.